# Hubert de Burgh-Canning (2e marquis de Clanricard)
Hubert George de Burgh-Canning, 2e marquis de Clanricard (30 novembre 1832 - 12 avril 1916), titré Lord Hubert de Burgh jusqu'en 1862, Lord Hubert de Burgh-Canning jusqu'en 1867 et vicomte Bourke jusqu'en 1874, est un noble anglo-irlandais, millionnaire et homme politique qui est le petit-fils du Premier ministre britannique George Canning.

## Jeunesse
Hubert est le fils d'Ulick de Burgh, 1er marquis de Clanricard et de sa femme, Harriet, fille du Premier ministre britannique George Canning. Il est attaché à Turin en 1852 et y devient deuxième secrétaire en 1862. Il prend le nom de famille Canning après avoir hérité des domaines de son oncle, Charles Canning.
Après la mort de son frère aîné, Lord Dunkellin, qui est député libéral du comté de Galway de 1865 jusqu'à sa mort en 1867, Hubert devient l'héritier à la fois du marquisat et du siège de son frère. Il est élu député libéral du comté de Galway en 1867, réélu en 1868 et prend sa retraite en 1871. Après la mort de son frère en 1867 et avant de succéder à son père comme marquis en 1874, Hubert est connu sous le titre de courtoisie de vicomte Bourke, qui est l'un des autres titres subsidiaires de son père.

## Carrière
Hubert de Burgh-Canning n'est pas apprécié en Irlande, où il a la réputation d'être l'un des pires et des plus répressifs propriétaires absentéistes du pays. Son domaine, centré sur Portumna, dans le comté de Galway, s'étend sur 52 000 acres (210,43653384 km2) (81 milles carrés) (environ 3,5% de ce grand comté), ce qui donne environ une moyenne de 25 000 £ de revenus par an de loyers payés par 1 900 locataires en grande partie mal équipés et mal logés. Il est une cible principale lors du plan de campagne de 1887 qui demande des loyers équitables, lancé par le parti parlementaire irlandais.
L'opposition de Clanricarde au plan est si obstinée qu'un ministre irlandais commente: "... de quel droit Clanricard est-elle mieux traitée qu'un fou ou un orphelin?" Son agent foncier John Henry Blake est assassiné en 1882. En 1888, le comte écrit au secrétaire en chef Balfour "les Irlandais de l'Ouest ne peuvent être tenus à la hauteur de leurs contrats sans la menace d'expulsion".
Sur la suggestion d'Arthur Balfour, les députés irlandais proposent un projet de loi au parlement pour l'expropriation de ses biens. Le Premier ministre, Henry Campbell-Bannerman approuve le projet de loi et dénonce Clanricard au parlement d'une manière qualifiée de « cinglante ». Jamais Clanicard n'a visité ses domaines, malgré les milliers de familles qui en ont été expulsées pendant cette période, entraînant un dénuement massif. "Si universelle est l'exécration dans laquelle ce noble particulier est tenu par les gens de tous les partis politiques que lorsque la question de ce projet de loi a été mise aux voix par le président, les libéraux, les unionistes libéraux et les conservateurs ont tous voté avec le parti irlandais, seuls trois des quelque 700 députés de la Chambre des communes qui s'opposent au vote, qui autrement aurait été unanime. » 
À partir de 1891, le Conseil des districts congestionnés tente d'acheter le domaine, mais n'y réussi qu'en 1915.

## Décès
Il est décédé en 1916, à l'âge de 83 ans, résidant au 13 Hanover Square, à Londres, et est enterré du côté ouest du cimetière de Highgate, à Londres . À sa mort, son immense fortune revient au petit-fils de sa sœur, Henry Lascelles, qui en 1922 épouse la princesse Mary.
A sa mort, ses pairies s'éteignent, sauf la seconde création du comté de Clanricard, qui passe par reliquat spécial au 6e marquis de Sligo.